# Roter Lein
Der Rote Lein (Linum grandiflorum), auch Prachtlein genannt, ist eine Art aus der Pflanzengattung Lein (Linum).

## Beschreibung
Der Rote Lein ist eine einjährige, krautige Pflanze. Mit seinem von der Wurzel an vielfach verzweigten, aber schlanken, aufrechten Wuchs erreicht er eine Höhe von 30 bis 45 Zentimetern und eine Breite von bis zu 15 Zentimeter. Die graugrünen Blätter stehen am Ansatz sowie bei jungen Blättern dachziegelartig dicht gedrängt und sind ansonsten offen, einfach und eiförmig-lanzettlich. 

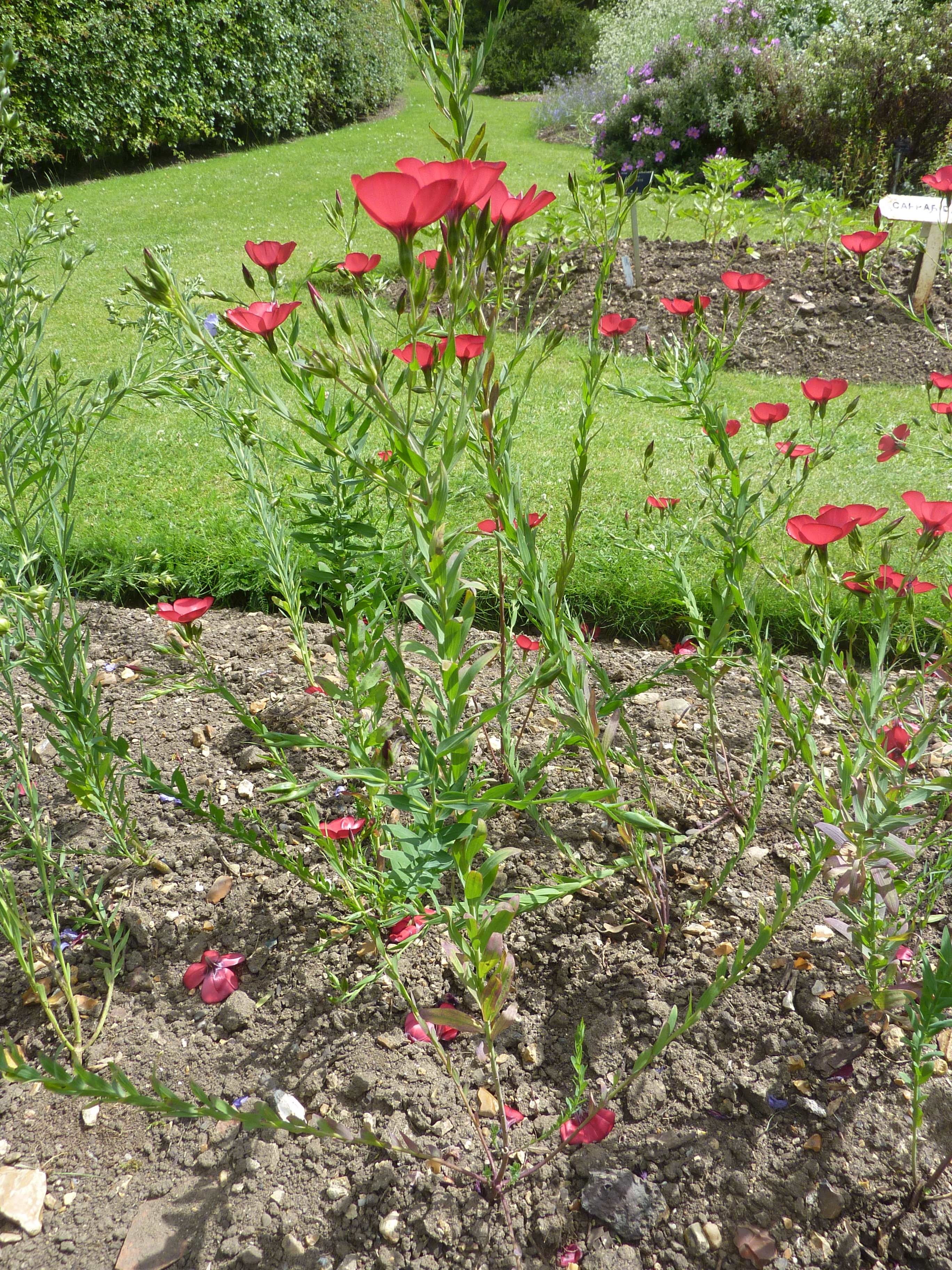
Roter Lein (Linum grandiflorum)

Die äußersten Verzweigungen der Pflanzen bilden eine lockere Rispe, an ihrem Ende stehen die endständigen Einzelblüten. Die Blüten sind für eine Wildart groß, die Blütezeit währt nur kurz. 
Die Kelchblätter sind grün, aufrecht, starr, am Rand häutig und borstig behaart. Sie sind lanzettlich-ahlenförmig und überlappen einander dachziegelartig. Die Kronblätter sind breit umgekehrt-eiförmig, genagelt und äußerst fein gezähnt, von rosa bis scharlachroter Grundfarbe, an den Nägeln schwarz gestrichelt und im Inneren weiß.
Die Staubblätter sind zu einer verhältnismäßig langen, zylindrischen Röhre verwachsen, die Staubbeutel groß. Der Fruchtknoten ist oval und verjüngt sich zu einem dicken Griffel, die Narben sind lang, linealisch und flaumig.
Die Chromosomenzahl beträgt 2n = 16.

## Verbreitung und Systematik
Die Pflanze ist in Algerien endemisch. Sie kommt dort in der Küstenregion (Muaskar, Oran) vor, damit ist sie eine der am weitesten südlich vorkommenden Arten der Gattung.

## Systematik
Linum grandiflorum wurde 1798 von René Louiche Desfontaines erstbeschrieben. Er gehört in die Sektion Linum und damit in den Verwandtschaftskreis der meisten europäischen Arten.

## Verwendung
Roter Lein ist eine geschätzte Zierpflanze. Es existieren auch Gartenformen mit rosa und violetten Blüten, die Sorte 'Rubrum' hat dunkel-purpurrote Blüten. 

## Nachweise
- William Jackson Hooker: Linum grandiflorum – Large-flowered Flax. In: Curtis's Botanical Magazine. Band 82, Nr. 12, 1856, ISSN 0265-3842, Tab. 4956, online.
- Gordon Cheers (Hrsg.): Botanica. Das ABC der Pflanzen. 10.000 Arten in Text und Bild. Könemann, Köln 2003, ISBN 3-8331-1600-5, S. 533.